# Ucraina ai Giochi della XXX Olimpiade
L'Ucraina ha partecipato ai Giochi della XXX Olimpiade svoltisi dal 27 luglio al 12 agosto 2012. È stata la 5ª partecipazione consecutiva degli atleti ucraini ai giochi olimpici estivi da nazione indipendente.
Gli atleti della delegazione ucraina sono stati 238 (121 uomini e 117 donne), in 24 discipline. Il portabandiera durante la cerimonia di apertura è stato il judoka Roman Hontjuk. Alla cerimonia di chiusura il portabandiera è stato Oleksij Torochtij, vincitore di una medaglia d'oro nel sollevamento pesi.
L'Ucraina ha ottenuto un totale di 20 medaglie (6 ori, 4 argenti e 8 bronzi), il peggior risultato dal debutto di Atlanta 1996.

## Partecipanti
| Sport               | Uomini | Donne | Totale |
| ------------------- | ------ | ----- | ------ |
| Atletica Leggera    | 30     | 48    | 78     |
| Badminton           | 1      | 1     | 2      |
| Canoa/Kayak         | 1      | 1     | 2      |
| Canottaggio         | 15     | 6     | 21     |
| Ciclismo            | 3      | 7     | 10     |
| Equitazione         | 3      | 2     | 5      |
| Ginnastica          | 6      | 10    | 16     |
| Judo                | 7      | 3     | 10     |
| Lotta               | 9      | 4     | 13     |
| Nuoto               | 8      | 6     | 14     |
| Nuoto Sincronizzato | 0      | 2     | 2      |
| Pentathlon Moderno  | 2      | 2     | 4      |
| Pugilato            | 7      | 0     | 7      |
| Scherma             | 2      | 6     | 8      |
| Sollevamento Pesi   | 6      | 3     | 9      |
| Taekwondo           | 1      | 1     | 2      |
| Tennis              | 1      | 1     | 2      |
| Tennis Tavolo       | 2      | 2     | 4      |
| Tiro                | 5      | 3     | 8      |
| Tiro con l'arco     | 3      | 3     | 6      |
| Triathlon           | 1      | 1     | 2      |
| Tuffi               | 5      | 4     | 9      |
| Vela                | 3      | 1     | 4      |
| Totale              | 121    | 117   | 238    |

## Medaglie
| Riepilogo quotidiano | Riepilogo quotidiano | Riepilogo quotidiano | Riepilogo quotidiano | Riepilogo quotidiano | Riepilogo quotidiano | Riepilogo quotidiano |
| -------------------- | -------------------- | -------------------- | -------------------- | -------------------- | -------------------- | -------------------- |
| Giorno               | Data                 |                      |                      |                      | Totale               |                      |
| 1°                   | 27                   | —                    | —                    | —                    | —                    |                      |
| 2°                   | 28                   | 0                    | 0                    | 0                    | 0                    |                      |
| 3°                   | 29                   | 0                    | 0                    | 1                    | 1                    |                      |
| 4°                   | 30                   | 1                    | 0                    | 0                    | 1                    |                      |
| 5°                   | 31                   | 0                    | 0                    | 0                    | 0                    |                      |
| 6°                   | 1                    | 1                    | 0                    | 2                    | 3                    |                      |
| 7°                   | 2                    | 0                    | 0                    | 0                    | 0                    |                      |
| 8°                   | 3                    | 0                    | 0                    | 0                    | 0                    |                      |
| 9°                   | 4                    | 0                    | 0                    | 0                    | 0                    |                      |
| 10°                  | 5                    | 0                    | 0                    | 1                    | 1                    |                      |
| 11°                  | 6                    | 1                    | 0                    | 1                    | 2                    |                      |
| 12°                  | 7                    | 0                    | 0                    | 0                    | 0                    |                      |
| 13°                  | 8                    | 0                    | 0                    | 0                    | 0                    |                      |
| 14°                  | 9                    | 0                    | 1                    | 0                    | 1                    |                      |
| 15°                  | 10                   | 0                    | 0                    | 3                    | 3                    |                      |
| 16°                  | 11                   | 2                    | 1                    | 0                    | 3                    |                      |
| 17°                  | 12                   | 1                    | 2                    | 0                    | 3                    |                      |
| Totale               | Totale               | 6                    | 4                    | 8                    | 18                   |                      |

### Medagliere per discipline
| Sport             | Oro | Argento | Bronzo | Totale |
| ----------------- | --- | ------- | ------ | ------ |
| Pugilato          | 2   | 1       | 2      | 5      |
| Canoa             | 1   | 2       | 0      | 3      |
| Scherma           | 1   | 0       | 1      | 2      |
| Canottaggio       | 1   | 0       | 0      | 1      |
| Sollevamento pesi | 1   | 0       | 0      | 1      |
| Lotta             | 0   | 1       | 0      | 1      |
| Atletica          | 0   | 0       | 2      | 2      |
| Tiro a volo       | 0   | 0       | 2      | 2      |
| Ginnastica        | 0   | 0       | 1      | 1      |
| Totale            | 6   | 4       | 8      | 18     |

### Medagliati

#### Medaglie d'oro
| Medaglia | Nome                                                                        | Sport             | Evento                      | Data      |
| -------- | --------------------------------------------------------------------------- | ----------------- | --------------------------- | --------- |
| Oro      | Jana Šemjakina                                                              | Scherma           | Spada individuale femminile | 30 luglio |
| Oro      | Kateryna Tarasenko Natalija Dovhod'ko Anastasija Koženkova Jana Dement'jeva | Canottaggio       | 4 di coppia femminile       | 1º agosto |
| Oro      | Oleksij Torochtij                                                           | Sollevamento pesi | -105 kg maschile            | 6 agosto  |
| Oro      | Jurij Čeban                                                                 | Canoa/kayak       | C1 200 m maschile           | 11 agosto |
| Oro      | Oleksandr Usyk                                                              | Pugilato          | Pesi massimi                | 11 agosto |
| Oro      | Vasyl' Lomačenko                                                            | Pugilato          | Pesi leggeri maschile       | 12 agosto |

#### Medaglie d'argento
| Medaglia | Nome              | Sport        | Evento             | Data      |
| -------- | ----------------- | ------------ | ------------------ | --------- |
| Argento  | Inna Osypenko     | Canoa/kayak  | K1 500 m femminile | 9 agosto  |
| Argento  | Inna Osypenko     | Canoa/kayak  | K1 200 m femminile | 11 agosto |
| Argento  | Denys Berinčyk    | Pugilato     | Pesi superleggeri  | 12 agosto |
| Argento  | Valerij Andrijcev | Lotta libera | -96 kg maschile    | 12 agosto |

#### Medaglie di bronzo
| Medaglia | Nome                                                            | Sport                | Evento                                | Data      |
| -------- | --------------------------------------------------------------- | -------------------- | ------------------------------------- | --------- |
| Bronzo   | Olena Kostevyč                                                  | Tiro                 | Pistola 10 m aria compressa femminile | 29 luglio |
| Bronzo   | Olena Kostevyč                                                  | Tiro                 | Pistola 25 m femminile                | 1º agosto |
| Bronzo   | Ol'ha Charlan                                                   | Scherma              | Sciabola individuale femminile        | 1º agosto |
| Bronzo   | Ol'ha Saladucha                                                 | Atletica leggera     | Salto triplo femminile                | 5 agosto  |
| Bronzo   | Ihor Radivilov                                                  | Ginnastica artistica | Volteggio maschile                    | 6 agosto  |
| Bronzo   | Olesja Povch Chrystyna Stuj Marija Rjemjen' Jelizaveta Bryzhina | Atletica leggera     | 4×100 m femminile                     | 10 agosto |
| Bronzo   | Taras Šelestjuk                                                 | Pugilato             | Pesi welter                           | 10 agosto |
| Bronzo   | Oleksandr Hvozdyk                                               | Pugilato             | Pesi mediomassimi                     | 10 agosto |

## Atletica leggera
| Q | Qualificato al turno successivo per la posizione in qualificazione                                                           |
| q | Qualificato per il turno successivo per ripescaggio o, negli eventi su campo, conquistando la misura minima per qualificarsi |

### Maschile

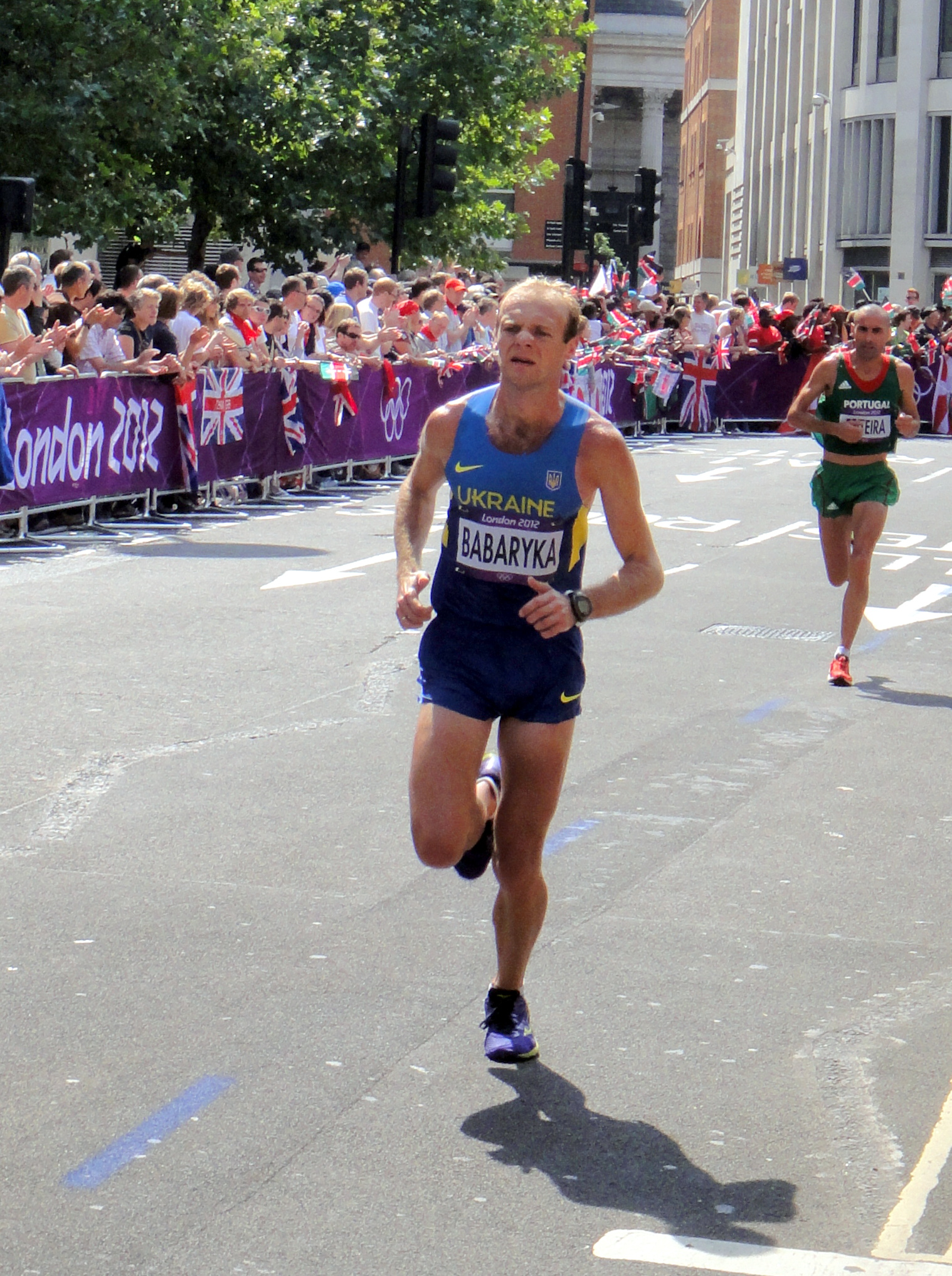
Ivan Babaryka nella maratona maschile.

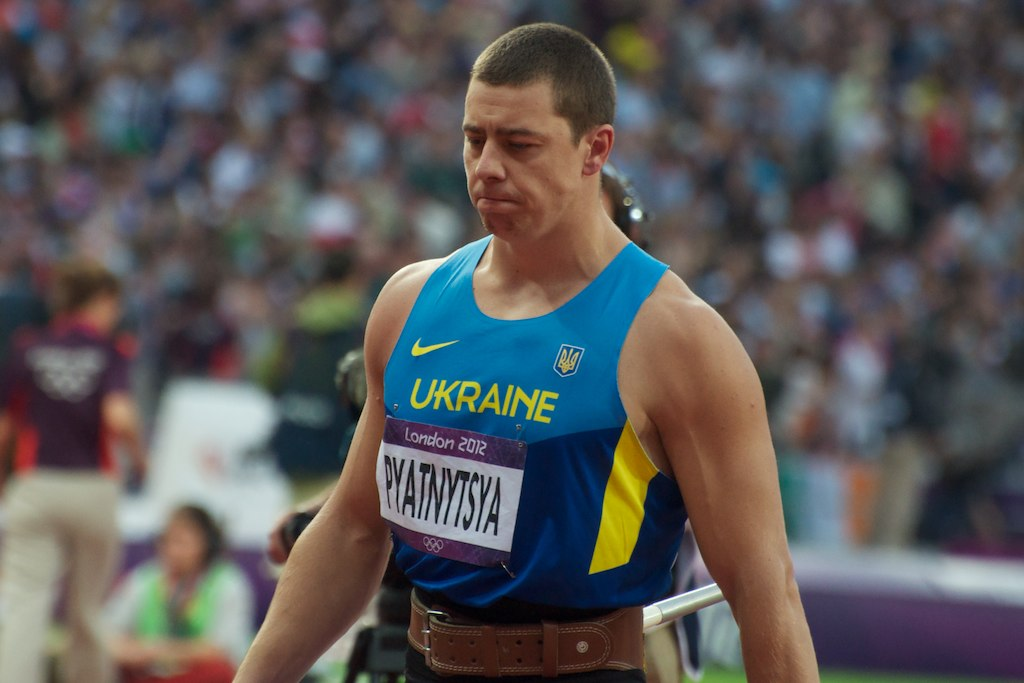
Oleksandr P'jatnycja vincitore di una medaglia d'argento nel lancio del giavellotto, successivamente ritirata dopo la scoperta della sua positività ad una sostanza dopante.

Eventi di corsa su pista e strada
| Atleta                | Evento         | Batteria  | Batteria  | Semifinale      | Semifinale      | Finale          | Finale          |
| Atleta                | Evento         | Risultato | Posizione | Risultato       | Posizione       | Risultato       | Posizione       |
| --------------------- | -------------- | --------- | --------- | --------------- | --------------- | --------------- | --------------- |
| Ivan Babaryka         | Maratona       | N.D.      | N.D.      | N.D.            | N.D.            | 2h 21'52"       | 59°             |
| Vitalij Butrym        | 400 m          | 47"62     | 5°        | non qualificato | non qualificato | non qualificato | non qualificato |
| Serhij Budza          | Marcia 50 km   | N.D.      | N.D.      | N.D.            | N.D.            | 3h 56'35"       | 35°             |
| Ihor' Chljavan        | Marcia 50 km   | N.D.      | N.D.      | N.D.            | N.D.            | 3h 48'07"       | 19°             |
| Ruslan Dmytrenko      | Marcia 20 km   | N.D.      | N.D.      | N.D.            | N.D.            | 1h 23'21"       | 30°             |
| Oleksij Kazanin       | Marcia 50 km   | N.D.      | N.D.      | N.D.            | N.D.            | DSQ             | DSQ             |
| Nazar Kovalenko       | Marcia 20 km   | N.D.      | N.D.      | N.D.            | N.D.            | 1h 22'54"       | 27°             |
| Mykola Labovskyj      | 10000 m        | N.D.      | N.D.      | N.D.            | N.D.            | 29'32"12        | 26°             |
| Serhij Lebid'         | 5000 m         | 13'53"15  | 18°       | N.D.            | N.D.            | non qualificato | non qualificato |
| Ivan Losjev           | Marcia 20 km   | N.D.      | N.D.      | N.D.            | N.D.            | 1h 26'50"       | 47°             |
| Stanislav Mel'nykov   | 400 m ostacoli | 50"13     | 3° Q      | 50"19           | 6°              | non qualificato | non qualificato |
| Oleksandr Sitkovs'kyj | Maratona       | N.D.      | N.D.      | N.D.            | N.D.            | 2h 12'56"       | 12°             |
| Vadym Slobodenjuk     | 3000 m siepi   | 8'23"35   | 8°        | N.D.            | N.D.            | non qualificato | non qualificato |
| Serhij Smelyk         | 200 m          | 20"65     | 4°        | non qualificato | non qualificato | non qualificato | non qualificato |
| Vitalij Šafar         | Maratona       | N.D.      | N.D.      | N.D.            | N.D.            | 2h 16'36"       | 29°             |

Eventi su campo
| Atleta               | Evento                 | Qualifica | Qualifica  | Finale          | Finale          |
| Atleta               | Evento                 | Distanza  | Posizione  | Distanza        | Posizione       |
| -------------------- | ---------------------- | --------- | ---------- | --------------- | --------------- |
| Roman Avramenko      | Lancio del giavellotto | 80,06 m   | 14°        | non qualificato | non qualificato |
| Bohdan Bondarenko    | Salto in alto          | 2,26 m    | =8° q      | 2,29 m          | 7°              |
| Dmytro Demjanjuk     | Salto in alto          | 2,21 m    | =16°       | non qualificato | non qualificato |
| Oleksandr Dryhol'    | Lancio del martello    | 69,57 m   | 34°        | non qualificato | non qualificato |
| Sheryf El-Sheryf     | Salto triplo           | 16,60 m   | 13°        | non qualificato | non qualificato |
| Denys Jurčenko       | Salto con l'asta       | NM        | -          | non qualificato | non qualificato |
| Viktor Kuznjecov     | Salto in lungo         | 7,50 m    | 31°        | non qualificato | non qualificato |
| Maksym Mazuryk       | Salto con l'asta       | 5,35 m    | =18°       | non qualificato | non qualificato |
| Mykyta Nesterenko    | Lancio del disco       | 59,17 m   | 34°        | non qualificato | non qualificato |
| Oleksandr P'jatnycja | Lancio del giavellotto | 82,40 m   | DSQ (4° Q) | 84,51 m         | DSQ (2°)        |
| Andrij Procenko      | Salto in alto          | 2,29 m    | 5° q       | 2,25 m          | 9°              |
| Artem Rubanko        | Lancio del martello    | NM        | -          | non qualificato | non qualificato |
| Andrij Semenov       | Getto del peso         | NM        | -          | non qualificato | non qualificato |
| Oleksij Sokyrskyj    | Lancio del martello    | 77,65 m   | 4° Q       | 78,25 m         | 4°              |

Eventi combinati
| Atleta            | Evento    |           | 100 m | SL     | LP      | SA     | 400 m | 110H  | LD      | SAT    | LG      | 1500 m  | Finale | Posizione |
| ----------------- | --------- | --------- | ----- | ------ | ------- | ------ | ----- | ----- | ------- | ------ | ------- | ------- | ------ | --------- |
| Oleksij Kas'janov | Decathlon | Risultato | 10"59 | 7,55 m | 14,45 m | 1,99 m | 48"44 | 14"09 | 46,72 m | 4,60 m | 54,87 m | 4'33"68 | 8283   | 7°        |
| Oleksij Kas'janov | Decathlon | Punti     | 961   | 947    | 756     | 794    | 888   | 963   | 802     | 790    | 661     | 721     | 8283   | 7°        |

### Femminile
Eventi di corsa su pista e strada
| Atleta | Evento            | Batteria  | Batteria  | Quarti di finale | Quarti di finale | Semifinale      | Semifinale      | Finale          | Finale          |
| Atleta | Evento            | Risultato | Posizione | Risultato        | Posizione        | Risultato       | Posizione       | Risultato       | Posizione       |
| --- | ----------------- | --------- | --------- | ---------------- | ---------------- | --------------- | --------------- | --------------- | --------------- |
| Nadija Borovska | Marcia 20 km      | N.D.      | N.D.      | N.D.             | N.D.             | N.D.            | N.D.            | 1h 30'03"       | 16ª             |
| Jelizaveta Bryzhina | 200 m             | 22"82     | 3ª Q      | N.D.             | N.D.             | 22"64           | 5ª              | non qualificata | non qualificata |
| Olena Burkovs'ka | Maratona          | N.D.      | N.D.      | N.D.             | N.D.             | N.D.            | N.D.            | 2h 33'26"       | 48ª             |
| Tetjana Filonjuk | Maratona          | N.D.      | N.D.      | N.D.             | N.D.             | N.D.            | N.D.            | DNF             | DNF             |
| Tetjana Gamera-Šmyrko | Maratona          | N.D.      | N.D.      | N.D.             | N.D.             | N.D.            | N.D.            | 2h 24'32"       | 5ª              |
| Ol'ha Iakovenko | Marcia 20 km      | N.D.      | N.D.      | N.D.             | N.D.             | N.D.            | N.D.            | 1h 32'07"       | 27ª             |
| Hanna Jaroščuk | 400 m ostacoli    | 54"81     | 3ª Q      | N.D.             | N.D.             | 55"51           | 4ª              | non qualificata | non qualificata |
| Ljudmyla Kovalenko | 5000 m            | 15'18"60  | 11ª       | N.D.             | N.D.             | N.D.            | N.D.            | non qualificata | non qualificata |
| Julija Krevsun | 800 m             | DNF       | DNF       | N.D.             | N.D.             | non qualificata | non qualificata | non qualificata | non qualificata |
| Lilija Lobanova | 800 m             | DNS       | DNS       | N.D.             | N.D.             | non qualificata | non qualificata | non qualificata | non qualificata |
| Alina Lohvynenko | 400 m             | 52"08     | 2ª Q      | N.D.             | N.D.             | 51"38           | 6ª              | non qualificata | non qualificata |
| Natalija Lupu | 800 m             | 2'08"35   | 1ª Q      | N.D.             | N.D.             | 2'01"63         | 5ª              | non qualificata | non qualificata |
| Hanna Miščenko | 1500 m            | 4'13"63   | 13ª       | N.D.             | N.D.             | non qualificata | non qualificata | non qualificata | non qualificata |
| Natalija Pohrebnjak | 100 m             | Bye       | Bye       | 11"46            | 5ª               | non qualificata | non qualificata | non qualificata | non qualificata |
| Olesja Povch | 100 m             | Bye       | Bye       | 11"18            | 3ª Q             | 11"30           | 6ª              | non qualificata | non qualificata |
| Natalija Pyhyda | 400 m             | 51"09     | 2ª Q      | N.D.             | N.D.             | 51"41           | 5ª              | non qualificata | non qualificata |
| Marija Rjemjen' | 200 m             | 22"58     | 1ª Q      | N.D.             | N.D.             | 22"62           | 4ª              | non qualificata | non qualificata |
| Ol'ha Skrypak | 10000 m           | N.D.      | N.D.      | N.D.             | N.D.             | N.D.            | N.D.            | 32'14"59        | 20ª             |
| Chrystyna Stuj | 200 m             | 22"66     | 3ª Q      | N.D.             | N.D.             | 22"76           | 4ª              | non qualificata | non qualificata |
| Anželika Ševčenko | 1500 m            | 4'12"97   | 13ª       | N.D.             | N.D.             | non qualificata | non qualificata | non qualificata | non qualificata |
| Svitlana Šmidt | 3000 m siepi      | 10'01"09  | 12ª       | N.D.             | N.D.             | N.D.            | N.D.            | non qualificata | non qualificata |
| Olena Šumkina | Marcia 20 km      | N.D.      | N.D.      | N.D.             | N.D.             | N.D.            | N.D.            | 1h 36'42"       | 50ª             |
| Hanna Titimec' | 400 m ostacoli    | 55"08     | 2ª Q      | N.D.             | N.D.             | 55"10           | 4ª              | non qualificata | non qualificata |
| Valentyna Žudina | 3000 m siepi      | 9'37"90   | 7ª        | N.D.             | N.D.             | N.D.            | N.D.            | non qualificata | non qualificata |
| Jelizaveta Bryzhina Natalija Pohrebnjak Olesja Povch Marija Rjemjen' Chrystyna Stuj Viktorija Pjatačenko*                     | Staffetta 4×100 m | 42"36     | 1ª Q      | N.D.             | N.D.             | N.D.            | N.D.            | 42"04           |                 |
| Julija Baralej Alina Lohvynenko Julija Oliševs'ka Daryna Prystupa Natalija Pyhyda Ol'ha Zemljak Hanna Titimec' Hanna Jaroščuk | Staffetta 4×400 m | 3'25"90   | 2ª Q      | N.D.             | N.D.             | N.D.            | N.D.            | 3'23"57         | 4ª              |

- Viktorija Pjatačenko era stata selezionata per la staffetta 4×100 m, ma non ha partecipato alla competizione.

Eventi su campo
| Atleta                   | Evento                 | Qualifica | Qualifica | Finale          | Finale          |
| Atleta                   | Evento                 | Distanza  | Posizione | Distanza        | Posizione       |
| ------------------------ | ---------------------- | --------- | --------- | --------------- | --------------- |
| Olena Chološa            | Salto in alto          | 1,90 m    | =15ª      | non qualificata | non qualificata |
| Hanna Demydova           | Salto triplo           | 13,97 m   | 15ª       | non qualificata | non qualificata |
| Marharyta Dorožon        | Lancio del giavellotto | 56,74 m   | 28ª       | non qualificata | non qualificata |
| Natalija Fokina-Semenova | Lancio del disco       | 60,61 m   | 18ª       | non qualificata | non qualificata |
| Hanna Hač'ko             | Lancio del giavellotto | 58,37 m   | 22ª       | non qualificata | non qualificata |
| Kateryna Karsak          | Lancio del disco       | 58,64 m   | 28ª       | non qualificata | non qualificata |
| Hanna Knjazjeva          | Salto triplo           | 14,33 m   | 6ª Q      | 14,56 m         | 4ª              |
| Natalija Kušč-Mazuryk    | Salto con l'asta       | 4,25 m    | 26ª       | non qualificata | non qualificata |
| Iryna Novožylova         | Lancio del martello    | 65,35 m   | 33ª       | non qualificata | non qualificata |
| Vira Rebryk              | Lancio del giavellotto | 58,97 m   | 19ª       | non qualificata | non qualificata |
| Viktorija Rybalko        | Salto in lungo         | 6,29 m    | 20ª       | non qualificata | non qualificata |
| Ol'ha Saladucha          | Salto triplo           | 14,35 m   | 5ª Q      | 14,79 m         |                 |
| Hanna Skydan             | Lancio del martello    | 68,50 m   | 19ª       | non qualificata | non qualificata |
| Vita St'opina            | Salto in alto          | 1,80 m    | 34ª       | non qualificata | non qualificata |
| Hanna Šelech             | Salto con l'asta       | 4,10 m    | 33ª       | non qualificata | non qualificata |
| Marharyta Tverdohlib     | Salto in lungo         | 6,19 m    | 26ª       | non qualificata | non qualificata |

Eventi combinati
| Atleta              | Evento    |           | 100H  | SA     | GP      | 200 m | SL     | LG      | 800 m   | Finale | Posizione |
| ------------------- | --------- | --------- | ----- | ------ | ------- | ----- | ------ | ------- | ------- | ------ | --------- |
| Natalija Dobryns'ka | Eptathlon | Risultato | 13"57 | 1,83 m | 15,05 m | 24"69 | 3,70 m | DNS     | —       | RET    | RET       |
| Natalija Dobryns'ka | Eptathlon | Punti     | 1040  | 1016   | 864     | 915   | 242    | 0       | —       | RET    | RET       |
| Ljudmyla Josypenko  | Eptathlon | Risultato | 13"25 | 1,83 m | 13,90 m | 23"68 | 6,31 m | 49,63 m | 2'13"28 | 6618   | 4ª        |
| Ljudmyla Josypenko  | Eptathlon | Punti     | 1087  | 1016   | 787     | 1012  | 946    | 853     | 912     | 6618   | 4ª        |
| Hanna Mel'nyčenko   | Eptathlon | Risultato | 13"32 | 1,80 m | 12,96 m | 24"09 | 6,40 m | 43,86 m | 2'12"90 | 6392   | 10ª       |
| Hanna Mel'nyčenko   | Eptathlon | Punti     | 1077  | 978    | 725     | 972   | 975    | 742     | 923     | 6392   | 10ª       |

## Badminton
Maschile
| Atleta            | Evento  | Girone                                  | Girone                          | Girone    | Ottavi               | Quarti               | Semifinale           | Finale               | Finale          |
| Atleta            | Evento  | Avversario Punteggio                    | Avversario Punteggio            | Posizione | Avversario Punteggio | Avversario Punteggio | Avversario Punteggio | Avversario Punteggio | Posizione       |
| ----------------- | ------- | --------------------------------------- | ------------------------------- | --------- | -------------------- | -------------------- | -------------------- | -------------------- | --------------- |
| Dmytro Zavads'kyj | Singolo | M. Zwiebler (GER) P 21-17, 10-21, 16-21 | M.A. Rasheed (MDV) V 21-8, 21-8 | 2º        | non qualificato      | non qualificato      | non qualificato      | non qualificato      | non qualificato |

Femminile
| Atleta       | Evento  | Girone                                  | Girone                         | Girone    | Ottavi               | Quarti               | Semifinale           | Finale               | Finale          |
| Atleta       | Evento  | Avversario Punteggio                    | Avversario Punteggio           | Posizione | Avversario Punteggio | Avversario Punteggio | Avversario Punteggio | Avversario Punteggio | Posizione       |
| ------------ | ------- | --------------------------------------- | ------------------------------ | --------- | -------------------- | -------------------- | -------------------- | -------------------- | --------------- |
| Larisa Griga | Singolo | K. Gavnholt (CZE) P 13-21, 21-15, 15-21 | J. Schenk (GER) P 12-21, 14-21 | 3ª        | non qualificata      | non qualificata      | non qualificata      | non qualificata      | non qualificata |

## Canoa/Kayak

### Velocità
| FA | Qualificato in finale A (per le medaglie)                       |
| FB | Qualificato in finale B (non per le medaglie)                   |
| Q  | Qualificato al turno successivo per posizione in qualificazione |
| q  | Qualificato al turno successivo per ripescaggio                 |

Maschile
| Atleta      | Evento    | Batteria | Batteria   | Semifinale | Semifinale | Finale | Finale     |
| Atleta      | Evento    | Tempo    | Classifica | Tempo      | Classifica | Tempo  | Classifica |
| ----------- | --------- | -------- | ---------- | ---------- | ---------- | ------ | ---------- |
| Jurij Čeban | C-1 200 m | 41"036   | 1º Q       | 40"647     | 1º FA      | 42"291 |            |

Femminile
| Atleta        | Evento    | Batteria | Batteria   | Semifinale | Semifinale | Finale   | Finale     |
| Atleta        | Evento    | Tempo    | Classifica | Tempo      | Classifica | Tempo    | Classifica |
| ------------- | --------- | -------- | ---------- | ---------- | ---------- | -------- | ---------- |
| Inna Osypenko | K-1 200 m | 42"119   | 1ª Q       | 41"360     | 3ª FA      | 45"053   |            |
| Inna Osypenko | K-1 500 m | 1'52"268 | 4ª Q       | 1'51"515   | 2ª FA      | 1'52"685 |            |

## Canottaggio

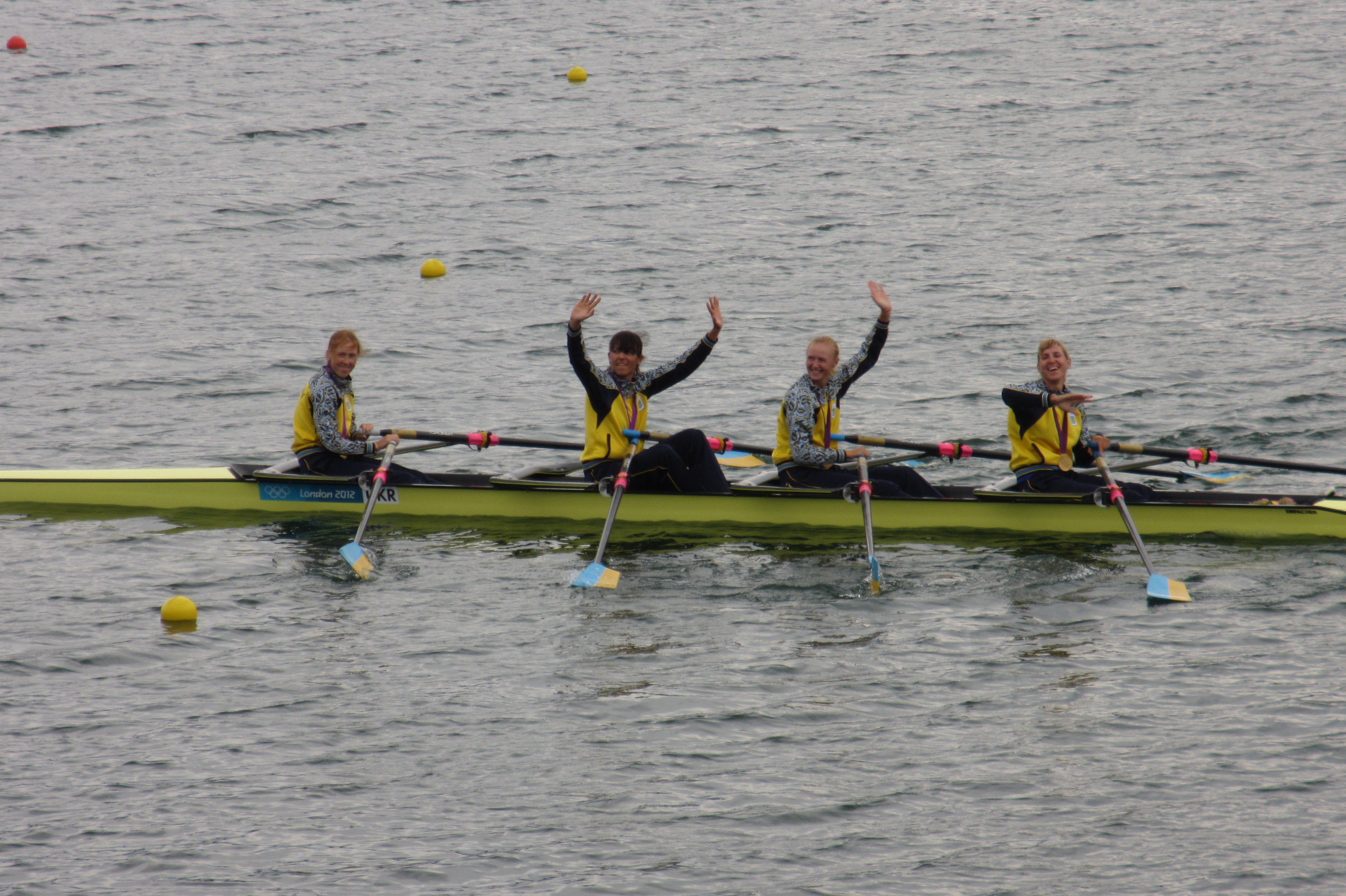
Il quattro di coppia femminile dopo la prima vittoria di un oro olimpico nel canottaggio per l'Ucraina.

| FA   | Qualificato in finale A (per le medaglie)     |
| FB   | Qualificato in finale B (non per le medaglie) |
| FC   | Qualificato in finale C (non per le medaglie) |
| FD   | Qualificato in finale D (non per le medaglie) |
| FE   | Qualificato in finale E (non per le medaglie) |
| FF   | Qualificato in finale F (non per le medaglie) |
| SA/B | Semifinali A/B                                |
| SC/D | Semifinali C/D                                |
| SE/F | Semifinali E/F                                |
| QF   | Qualificato ai quarti di finale               |
| R    | Ripescaggio                                   |

Maschile
| Atleta | Evento      | Batteria | Batteria  | Ripescaggio | Ripescaggio | Semifinali | Semifinali | Finale  | Finale    |
| Atleta | Evento      | Tempo    | Posizione | Tempo       | Posizione   | Tempo      | Posizione  | Tempo   | Posizione |
| --- | ----------- | -------- | --------- | ----------- | ----------- | ---------- | ---------- | ------- | --------- |
| Dmytro Michaj Artem Morozov | 2 di coppia | 6'49"70  | 4° R      | 6'30"19     | 2° SA/B     | 6'36"52    | 6° FB      | 6'31"51 | 11°       |
| Serhij Hryn' Ivan Hryn' Volodymyr Pavlovs'kyj Kostjantyn Zajcev                                                                                    | 4 di coppia | 5'43"46  | 3° SA/B   | Bye         | Bye         | 6'16"23    | 5° FB      | 6'01"23 | 9°        |
| Anton Choljaznykov Serhij Čykanov Viktor Hrebennykov Valentyn Kljeckoy Oleksandr Konovaljuk(tim.) Oleh Lykov Artem Moroz Andrij Pryveda Ivan Tymko | Otto        | 5'38"02  | 4° R      | 5'42"19     | 6° FB       | N.D.       | N.D.       | 6'07"33 | 8°        |

Femminile
| Atleta                                                                      | Evento      | Batteria | Batteria  | Ripescaggio | Ripescaggio | Finale  | Finale    |
| Atleta                                                                      | Evento      | Tempo    | Posizione | Tempo       | Posizione   | Tempo   | Posizione |
| --------------------------------------------------------------------------- | ----------- | -------- | --------- | ----------- | ----------- | ------- | --------- |
| Olena Burjak Hanna Kravčenko                                                | 2 di coppia | 7'09"40  | 5ª R      | 7'23"02     | 6ª FB       | 7'36"65 | 10ª       |
| Jana Dement'jeva Natalija Dovhod'ko Anastasija Koženkova Kateryna Tarasenko | 4 di coppia | 6'14"82  | 2ª FA     | Bye         | Bye         | 6'35"93 |           |

## Ciclismo

### Ciclismo su strada
Maschile
| Atleta         | Evento         | Tempo     | Classifica |
| -------------- | -------------- | --------- | ---------- |
| Andrij Hrivko  | Corsa in linea | 5h 46'05" | 17º        |
| Dmytro Krivcov | Corsa in linea | 5h 46'37" | 66º        |

Femminile
| Atleta       | Evento         | Tempo | Classifica |
| ------------ | -------------- | ----- | ---------- |
| Alona Andruk | Corsa in linea | OTL   | OTL        |

### Ciclismo su pista

#### Velocità
Femminile
| Atleta                    | Evento               | Qualificazione     | Qualificazione | Trentaduesimi                        | Ripescaggio 1             | Sedicesimi                | Ripescaggio 2                                       | Quarti di finale     | Semifinali                                  | Finale                                                            | Finale |
| Atleta                    | Evento               | Tempo Velocità     | Pos.           | Avversario Tempo Velocità            | Avversario Tempo Velocità | Avversario Tempo Velocità | Avversario Tempo Velocità                           | Avversario Risultato | Avversario Risultato                        | Avversario Risultato                                              | Pos.   |
| ------------------------- | -------------------- | ------------------ | -------------- | ------------------------------------ | ------------------------- | ------------------------- | --------------------------------------------------- | -------------------- | ------------------------------------------- | ----------------------------------------------------------------- | ------ |
| Ljubov Šulika             | Velocità individuale | 11"319 63,609 km/h | 10ª            | N. Hansen (NZL) V 11"808 60,975 km/h | Bye                       | K. Vogel (GER) P          | W. Kanis (NED) Lee W. S. (HKG) V 11"461 62,821 km/h | A. Meares (AUS) P    | non qualificata                             | 5º posto S. Krupeckaitė (LTU) L. Guerra (CUB) O. Panarina (BLR) P | 7ª     |
| Ljubov Šulika Olena Tsyos | Velocità a squadre   | 33"708 53,399 km/h | 7ª Q           | N.D.                                 | N.D.                      | N.D.                      | N.D.                                                | N.D.                 | Regno Unito (GBR) V 33"620 53,539 km/h 4ª Q | Australia (AUS) P 33"491 53.745 km/h                              | 4ª     |

#### Inseguimento
Femminile
| Atleta                                                 | Evento                 | Qualificazione | Qualificazione | Semifinale           | Semifinale      | Finale               | Finale          |
| Atleta                                                 | Evento                 | Tempo          | Posizione      | Avversario Risultato | Posizione       | Avversario Risultato | Posizione       |
| ------------------------------------------------------ | ---------------------- | -------------- | -------------- | -------------------- | --------------- | -------------------- | --------------- |
| Jelizaveta Bočkarova Svitlana Haljuk Lesja Kalytovs'ka | Inseguimento a squadre | 3'25"160       | 9ª             | non qualificate      | non qualificate | non qualificate      | non qualificate |

#### Keirin
Femminile
| Atleta        | Evento           | 1º turno  | Ripescaggio | Semifinale      | Finale    |
| Atleta        | Evento           | Posizione | Posizione   | Posizione       | Posizione |
| ------------- | ---------------- | --------- | ----------- | --------------- | --------- |
| Ljubov Šulika | Keirin femminile | 5ª R      | 4ª          | non qualificata | 13ª       |

### Mountain Bike
Maschile
| Atleta         | Evento        | Tempo     | Classifica |
| -------------- | ------------- | --------- | ---------- |
| Serhij Rysenko | Cross-country | 1h 37'32" | 31°        |

Femminile
| Atleta          | Evento        | Tempo     | Classifica |
| --------------- | ------------- | --------- | ---------- |
| Jana Belomojina | Cross-country | 1h 35'46" | 13ª        |

## Equitazione

### Salto ostacoli
| Atleta                                                         | Cavallo            | Gara           | Qualificazione | Qualificazione | Qualificazione  | Qualificazione  | Qualificazione  | Qualificazione  | Qualificazione  | Qualificazione  | Finale          | Finale          | Finale          | Finale          | Finale          | Totale   | Totale    |
| Atleta                                                         | Cavallo            | Gara           | 1º turno       | 1º turno       | 2º turno        | 2º turno        | 2º turno        | 3º turno        | 3º turno        | 3º turno        | Round A         | Round A         | Round B         | Round B         | Round B         | Totale   | Totale    |
| Atleta                                                         | Cavallo            | Gara           | Penalità       | Posizione      | Penalità        | Totale          | Posizione       | Penalità        | Totale          | Posizione       | Penalità        | Posizione       | Penalità        | Totale          | Posizione       | Penalità | Posizione |
| -------------------------------------------------------------- | ------------------ | -------------- | -------------- | -------------- | --------------- | --------------- | --------------- | --------------- | --------------- | --------------- | --------------- | --------------- | --------------- | --------------- | --------------- | -------- | --------- |
| Björn Nagel                                                    | Niack de l'Abbaye  | Individuale    | 4              | =42° Q         | 4               | 8               | =31° Q          | 13              | 21              | =41°            | non qualificato | non qualificato | non qualificato | non qualificato | non qualificato | 21       | =41°      |
| Katarina Offel'                                                | Vivant             | Individuale    | 4              | =42ª Q         | 12              | 16              | 58ª             | non qualificata | non qualificata | non qualificata | non qualificata | non qualificata | non qualificata | non qualificata | non qualificata | 16       | 58ª       |
| Aleksandr Oniščenko                                            | Comte d'Arsouilles | Individuale    | 18             | 70°            | non qualificato | non qualificato | non qualificato | non qualificato | non qualificato | non qualificato | non qualificato | non qualificato | non qualificato | non qualificato | non qualificato | 18       | 70°       |
| Cassio Rivetti                                                 | Temple Road        | Individuale    | 0              | =1° Q          | 5               | 5               | =27° Q          | 12              | 17              | =37° Q          | 5               | =20° Q          | 4               | 9               | =12°            | 9        | =12°      |
| Björn Nagel Katarina Offel' Aleksandr Oniščenko Cassio Rivetti | Come sopra         | Gara a squadre | N.D.           | N.D.           | N.D.            | N.D.            | N.D.            | N.D.            | N.D.            | N.D.            | 21              | 14°             | non qualificati | non qualificati | non qualificati | 21       | 14°       |

### Dressage
| Atleta             | Cavallo | Gara        | Grand Prix | Grand Prix | Grand Prix Special | Grand Prix Special | Grand Prix Freestyle | Grand Prix Freestyle | Totale          | Totale          |
| Atleta             | Cavallo | Gara        | Punteggio  | Classifica | Punteggio          | Classifica         | Tecnico              | Artistico            | Punteggio       | Classifica      |
| ------------------ | ------- | ----------- | ---------- | ---------- | ------------------ | ------------------ | -------------------- | -------------------- | --------------- | --------------- |
| Svitlana Kisel'ova | Parish  | Individuale | 66,763     | 46ª        | non qualificata    | non qualificata    | non qualificata      | non qualificata      | non qualificata | non qualificata |

## Ginnastica

### Ginnastica artistica
Maschile
Squadre
| Atleta             | Evento             | Qualificazione | Qualificazione | Qualificazione | Qualificazione | Qualificazione | Qualificazione | Qualificazione | Qualificazione | Finale   | Finale   | Finale   | Finale   | Finale   | Finale   | Finale  | Finale    |
| Atleta             | Evento             | Attrezzo       | Attrezzo       | Attrezzo       | Attrezzo       | Attrezzo       | Attrezzo       | Totale         | Posizione      | Attrezzo | Attrezzo | Attrezzo | Attrezzo | Attrezzo | Attrezzo | Totale  | Posizione |
| Atleta             | Evento             | CL             | C              | A              | V              | P              | S              | Totale         | Posizione      | CL       | C        | A        | V        | P        | S        | Totale  | Posizione |
| ------------------ | ------------------ | -------------- | -------------- | -------------- | -------------- | -------------- | -------------- | -------------- | -------------- | -------- | -------- | -------- | -------- | -------- | -------- | ------- | --------- |
| Mykola Kuksenkov   | Concorso a squadre | 14,533         | 14,900         | 15,000         | 15,766         | 15,066         | 14,666         | 89,931         | 6º Q           | N.D.     | 15,100   | 15,233   | N.D.     | 15,200   | 15,266   | N.D.    | N.D.      |
| Vitalij Nakonečnyj | Concorso a squadre | 14,066         | 14,933 Q       | N.D.           | N.D.           | 14,133         | 14,800         | N.D.           | N.D.           | 14,333   | 14,866   | N.D.     | N.D.     | N.D.     | 14,266   | N.D.    | N.D.      |
| Ihor Radivilov     | Concorso a squadre | N.D.           | N.D.           | 15,300         | 16,266 Q       | N.D.           | N.D.           | N.D.           | N.D.           | N.D.     | N.D.     | 15,433   | 16,066   | N.D.     | N.D.     | N.D.    | N.D.      |
| Oleh Stepko        | Concorso a squadre | 15,033         | 14,400         | 14,866         | 15,916         | 13,366         | 13,466         | 87,047         | 20º            | 14,866   | 15,000   | 15,033   | 15,733   | 13,933   | N.D.     | N.D.    | N.D.      |
| Oleh Vernjajev     | Concorso a squadre | 15,033         | 14,366         | 14,600         | 16,333         | 14,566         | 14,066         | 88,964         | 13º Q          | 14,866   | N.D.     | N.D.     | 16,266   | 15,600   | 14,466   | N.D.    | N.D.      |
| Totale             | Concorso a squadre | 44,599         | 44,233         | 45,166         | 48,515         | 43,765         | 43,532         | 269,810        | 7º Q           | 44,065   | 44,966   | 45,699   | 48,065   | 44,733   | 43,998   | 271,526 | 4º        |

Finali individuali
| Atleta             | Evento               | Attrezzo | Attrezzo | Attrezzo | Attrezzo | Attrezzo | Attrezzo | Totale | Posizione |
| Atleta             | Evento               | CL       | C        | A        | V        | P        | S        | Totale | Posizione |
| ------------------ | -------------------- | -------- | -------- | -------- | -------- | -------- | -------- | ------ | --------- |
| Mykola Kuksenkov   | Concorso individuale | 14,633   | 14,600   | 15,200   | 15,533   | 15,400   | 15,066   | 90,432 | 4º        |
| Vitalij Nakonečnyj | Cavallo              | N.D.     | 14,766   | N.D.     | N.D.     | N.D.     | N.D.     | 14,766 | 6º        |
| Ihor Radivilov     | Volteggio            | N.D.     | N.D.     | N.D.     | 16,316   | N.D.     | N.D.     | 16,316 |           |
| Oleh Vernjajev     | Concorso individuale | 14,533   | 13,966   | 14,866   | 16,233   | 15,033   | 14,300   | 88,931 | 11º       |

Femminile
Finali individuali
| Atleta             | Evento               | Qualificazione | Qualificazione | Qualificazione | Qualificazione | Qualificazione | Qualificazione | Finale          | Finale          | Finale          | Finale          | Finale          | Finale          |
| Atleta             | Evento               | Attrezzo       | Attrezzo       | Attrezzo       | Attrezzo       | Totale         | Posizione      | Attrezzo        | Attrezzo        | Attrezzo        | Attrezzo        | Totale          | Posizione       |
| Atleta             | Evento               | CL             | V              | P              | S              | Totale         | Posizione      | CL              | V               | P               | S               | Totale          | Posizione       |
| ------------------ | -------------------- | -------------- | -------------- | -------------- | -------------- | -------------- | -------------- | --------------- | --------------- | --------------- | --------------- | --------------- | --------------- |
| Natalija Kononenko | Concorso individuale | 12,833         | 13,433         | 12,066         | 12,500         | 50,832         | 44ª            | non qualificata | non qualificata | non qualificata | non qualificata | non qualificata | non qualificata |

### Ginnastica ritmica

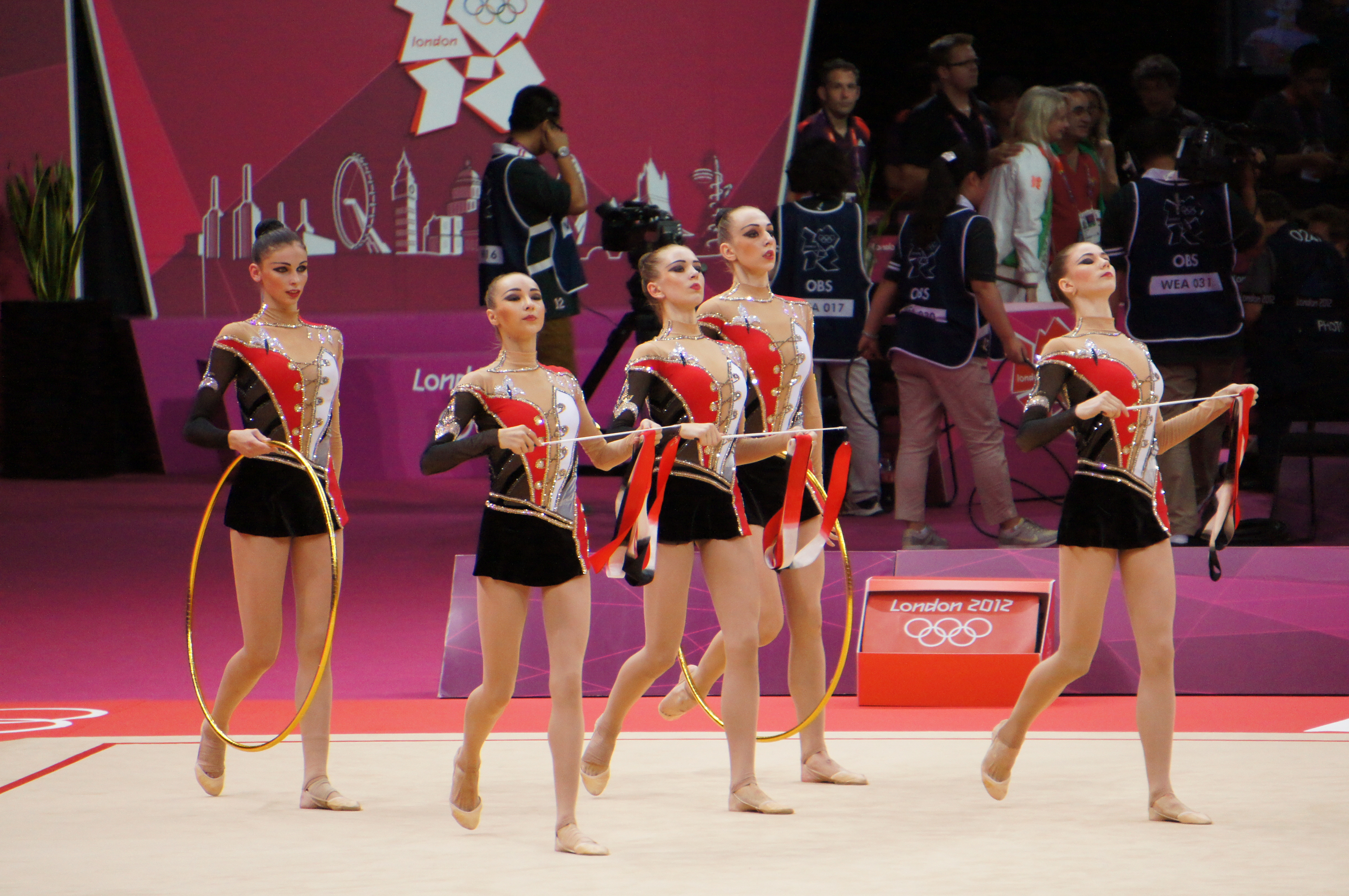
La squadra ucraina nell'esercizio con cerchi e nastri durante il concorso a squadre della ginnastica ritmica.

Femminile
| Atleta            | Evento               | Qualificazione | Qualificazione | Qualificazione | Qualificazione | Qualificazione | Qualificazione | Finale   | Finale   | Finale   | Finale   | Finale  | Finale     |
| Atleta            | Evento               | Attrezzo       | Attrezzo       | Attrezzo       | Attrezzo       | Totale         | Classifica     | Attrezzo | Attrezzo | Attrezzo | Attrezzo | Totale  | Classifica |
| Atleta            | Evento               | Cerchio        | Palla          | Clavi          | Nastro         | Totale         | Classifica     | Cerchio  | Palla    | Clavi    | Nastro   | Totale  | Classifica |
| ----------------- | -------------------- | -------------- | -------------- | -------------- | -------------- | -------------- | -------------- | -------- | -------- | -------- | -------- | ------- | ---------- |
| Alina Maksymenko  | Concorso individuale | 27,300         | 28,125         | 27,800         | 26,800         | 110,025        | 7ª Q           | 27,950   | 26,675   | 27,550   | 27,450   | 109,625 | 6ª         |
| Hanna Rizatdinova | Concorso individuale | 27,350         | 26,800         | 27,750         | 26,950         | 108,850        | 10ª Q          | 26,750   | 27,050   | 26,975   | 26,500   | 107,400 | 10ª        |

| Atleta                                                                                            | Evento             | Qualificazione | Qualificazione      | Qualificazione | Qualificazione | Finale   | Finale              | Finale | Finale     |
| Atleta                                                                                            | Evento             | Attrezzo       | Attrezzo            | Totale         | Classifica     | Attrezzo | Attrezzo            | Totale | Classifica |
| Atleta                                                                                            | Evento             | 5 palle        | 3 nastri e 2 cerchi | Totale         | Classifica     | 5 palle  | 3 nastri e 2 cerchi | Totale | Classifica |
| ------------------------------------------------------------------------------------------------- | ------------------ | -------------- | ------------------- | -------------- | -------------- | -------- | ------------------- | ------ | ---------- |
| Olena Dmytraš Jevgenija Homon Valerija Hudym Viktorija Lenyšyn Viktorija Mazur Svitlana Prokopova | Concorso a squadre | 27,050         | 27,100              | 54,150         | 6ª Q           | 27,200   | 27,175              | 54,375 | 5ª         |

### Trampolino elastico
Maschile
| Atleta        | Evento      | Qualificazioni | Qualificazioni | Finale          | Finale          |
| Atleta        | Evento      | Punteggio      | Classifica     | Punteggio       | Classifica      |
| ------------- | ----------- | -------------- | -------------- | --------------- | --------------- |
| Jurij Nikitin | Individuale | 79,070         | 14º            | non qualificato | non qualificato |

Femminile
| Atleta       | Evento      | Qualificazioni | Qualificazioni | Finale          | Finale          |
| Atleta       | Evento      | Punteggio      | Classifica     | Punteggio       | Classifica      |
| ------------ | ----------- | -------------- | -------------- | --------------- | --------------- |
| Maryna Kyiko | Individuale | 73,460         | 16ª            | non qualificata | non qualificata |

## Judo
Maschile
| Atleta               | Evento  | Preliminari                     | 16-esimi                      | Ottavi                               | Quarti               | Semifinali           | Ripescaggio          | Med. bronzo          | Finale               | Posizione       |
| Atleta               | Evento  | Avversario Risultato            | Avversario Risultato          | Avversario Risultato                 | Avversario Risultato | Avversario Risultato | Avversario Risultato | Avversario Risultato | Avversario Risultato | Posizione       |
| -------------------- | ------- | ------------------------------- | ----------------------------- | ------------------------------------ | -------------------- | -------------------- | -------------------- | -------------------- | -------------------- | --------------- |
| Heorhij Zantaraja    | −60 kg  | Bye                             | E. Verde (ITA) P (0000-0001)  | non qualificato                      | non qualificato      | non qualificato      | non qualificato      | non qualificato      | non qualificato      | non qualificato |
| Serhij Drebot        | −66 kg  | Bye                             | Cho J.-h. (KOR) P (0002-0011) | non qualificato                      | non qualificato      | non qualificato      | non qualificato      | non qualificato      | non qualificato      | non qualificato |
| Volodymyr Soroka     | −73 kg  | Bye                             | J. Pina (POR) V (0102-0011)   | Sainjargal N.-O. (MGL) P (0002-0011) | non qualificato      | non qualificato      | non qualificato      | non qualificato      | non qualificato      | non qualificato |
| Artem Vasylenko      | −81 kg  | I. Bozbayev (KAZ) P (0001-1000) | non qualificato               | non qualificato                      | non qualificato      | non qualificato      | non qualificato      | non qualificato      | non qualificato      | non qualificato |
| Roman Hontjuk        | −90 kg  | N.D.                            | T. Camilo (BRA) P (0001-1001) | non qualificato                      | non qualificato      | non qualificato      | non qualificato      | non qualificato      | non qualificato      | non qualificato |
| Artem Blošenko       | −100 kg | N.D.                            | D. Kelly (AUS) V (0010-0000)  | Hwang H.-t. (KOR) P (0000-1001)      | non qualificato      | non qualificato      | non qualificato      | non qualificato      | non qualificato      | non qualificato |
| Stanislav Bondarenko | +100 kg | N.D.                            | M. Ceraj (SLO) P (0002-0021)  | non qualificato                      | non qualificato      | non qualificato      | non qualificato      | non qualificato      | non qualificato      | non qualificato |

Femminile
| Atleta            | Evento | 16-esimi                      | Ottavi                          | Quarti                      | Semifinali           | Ripescaggio                      | Med. bronzo                   | Finale               | Posizione       |                 |
| Atleta            | Evento | Avversario Risultato          | Avversario Risultato            | Avversario Risultato        | Avversario Risultato | Avversario Risultato             | Avversario Risultato          | Avversario Risultato | Posizione       |                 |
| ----------------- | ------ | ----------------------------- | ------------------------------- | --------------------------- | -------------------- | -------------------------------- | ----------------------------- | -------------------- | --------------- | --------------- |
| Natalija Smal'    | -70 kg | C. Blanco (ESP) P (0002-0110) | non qualificata                 | non qualificata             | non qualificata      | non qualificata                  | non qualificata               | non qualificata      | non qualificata |                 |
| Maryna Pryščepa   | -78 kg | Bye                           | A. Tcheuméo (FRA) P (0000-0100) | non qualificata             | non qualificata      | non qualificata                  | non qualificata               | non qualificata      | non qualificata | non qualificata |
| Iryna Kindzers'ka | +78 kg | Bye                           | G. Kocatürk (TUR) V (0103-0002) | Tong W. (CHN) P (0000–0100) | non qualificata      | E. Ivaščenko (RUS) V (0010-0002) | K. Bryant (GBR) P (0011–0200) | non qualificata      | 5ª              |                 |

## Lotta
| VT | Vittoria per atterramento                           |
| PP | Vittoria a punti (lo sconfitto con punti tecnici)   |
| PO | Vittoria a punti (lo sconfitto senza punti tecnici) |

### Libera
Maschile
| Atleta                   | Evento  | Qualificazione                            | Ottavi                                   | Quarti                                     | Semifinali                       | Ripescaggio Turno 2  | Ripescaggio Turno 2  | Finale                              | Pos. |
| Atleta                   | Evento  | Avversario Risultato                      | Avversario Risultato                     | Avversario Risultato                       | Avversario Risultato             | Avversario Risultato | Avversario Risultato | Avversario Risultato                | Pos. |
| ------------------------ | ------- | ----------------------------------------- | ---------------------------------------- | ------------------------------------------ | -------------------------------- | -------------------- | -------------------- | ----------------------------------- | ---- |
| Vasyl' Fedoryšyn         | -60 kg  | Bye                                       | M. Zarkua (GEO) P 0-3 PO (0-2, 0-3)      | non qualificato                            | non qualificato                  | non qualificato      | non qualificato      | non qualificato                     | 17º  |
| Andrij Kviatkovskyj      | -66 kg  | Bye                                       | A. Tanatarov (KAZ) P 1-3 PP (1-1, 0-1)   | non qualificato                            | non qualificato                  | non qualificato      | non qualificato      | non qualificato                     | 13º  |
| Ibrahim Aldatov          | -84 kg  | Z. Sokhiev (UZB) V 3-1 PP (1-5, 3-2, 2-0) | A. Urišev (RUS) P 1-3 PP (0-3, 4-3, 1-4) | non qualificato                            | non qualificato                  | non qualificato      | non qualificato      | non qualificato                     | 9º   |
| Valerij Andrijcev        | -96 kg  | Bye                                       | R. Iskandari (TJK) V 3-1 PP (2-1, 4-0)   | K. Gazyumov (AZE) V 3-1 PP (0-1, 1-0, 4-1) | R. Yazdani (IRI) V 5-0 VB (5-0R) | Bye                  | Bye                  | J. Varner (USA) P 0-3 PO (0-1, 0-1) |      |
| Oleksandr Chocjanivs'kyj | -120 kg | T. Akgül (TUR) P 0-3 PO (0-1, 0-2)        | non qualificato                          | non qualificato                            | non qualificato                  | non qualificato      | non qualificato      | non qualificato                     | 14º  |

Femminile
| Atleta               | Evento | Qualificazione                             | Ottavi                                 | Quarti                                | Semifinali                           | Ripescaggio Turno 2                    | Ripescaggio Turno 2                | Finale                                     | Pos. |
| Atleta               | Evento | Avversario Risultato                       | Avversario Risultato                   | Avversario Risultato                  | Avversario Risultato                 | Avversario Risultato                   | Avversario Risultato               | Avversario Risultato                       | Pos. |
| -------------------- | ------ | ------------------------------------------ | -------------------------------------- | ------------------------------------- | ------------------------------------ | -------------------------------------- | ---------------------------------- | ------------------------------------------ | ---- |
| Irini Merleni        | -48 kg | Bye                                        | Kim H.-j. (KOR) V 3-0 PO (1-1, 4-0)    | M. Caripá (VEN) V 5-0 VT (5-0)        | M. Stadnik (AZE) P 0-3 PO (0-1, 0-3) | Bye                                    | Bye                                | C. Chun (USA) P 0-3 PO (0-1, 0-3)          | 5ª   |
| Tetjana Lazareva     | -55 kg | Bye                                        | R. Sayed (EGY) V 5-0 VT (5-0)          | T. Verbeek (CAN) P 0-3 PO (0-1, 0-1)  | non qualificata                      | Bye                                    | Geeta P. (IND) V 3-0 PO (8-0, 1-0) | J. Rentería (COL) P 1-3 PP (1-0, 0-3, 0-2) | 5ª   |
| Julija Ostapčuk      | -63 kg | Yelena Šalygina (KAZ) V 3-0 PO (0-2, 3F-2) | M. Sastin (HUN) V 3-0 PO (4-0, 1-0)    | L. Volosova (RUS) P 1-3 PP (0-1, 1-2) | non qualificata                      | non qualificata                        | non qualificata                    | non qualificata                            | 7ª   |
| Kateryna Burmistrova | -72 kg | Bye                                        | N. Vorob'ëva (RUS) P 0-3 PO (0-1, 0-2) | non qualificata                       | non qualificata                      | G. Manyurova (KAZ) P 1-3 PP (0-1, 1-2) | non qualificata                    | non qualificata                            | 13ª  |

### Greco-Romana
Maschile
| Atleta          | Evento  | Qualificazione                         | Ottavi                               | Quarti                                       | Semifinali           | Ripescaggio Turno 2  | Ripescaggio Turno 2  | Finale               | Pos. |
| Atleta          | Evento  | Avversario Risultato                   | Avversario Risultato                 | Avversario Risultato                         | Avversario Risultato | Avversario Risultato | Avversario Risultato | Avversario Risultato | Pos. |
| --------------- | ------- | -------------------------------------- | ------------------------------------ | -------------------------------------------- | -------------------- | -------------------- | -------------------- | -------------------- | ---- |
| V'juhar Rahimov | -55 kg  | Li S. (CHN) P 1-3 PP (0-4, 2-0, 0-2)   | non qualificato                      | non qualificato                              | non qualificato      | non qualificato      | non qualificato      | non qualificato      | 13º  |
| Lenur Temirov   | -60 kg  | D. Gadzhiyev (KAZ) P 0-3 PO (0-7, 0-1) | non qualificato                      | non qualificato                              | non qualificato      | non qualificato      | non qualificato      | non qualificato      | 18º  |
| Vasyl' Račyba   | -84 kg  | Bye                                    | H. Achouri (TUN) V 3-0 PO (2-0, 1-0) | V. Gegeshidze (GEO) P 1-3 PP (1-2, 3-0, 0-1) | non qualificato      | non qualificato      | non qualificato      | non qualificato      | 8º   |
| Jevhen Orlov    | -120 kg | Bye                                    | R. Kayaalp (TUR) P 0-3 PO (0-3, 0-1) | non qualificato                              | non qualificato      | non qualificato      | non qualificato      | non qualificato      | 18º  |

## Nuoto e sport acquatici

### Nuoto
Maschile
| Atleta           | Evento              | Batterie | Batterie   | Semifinali      | Semifinali      | Finale          | Finale          |
| Atleta           | Evento              | Tempo    | Classifica | Tempo           | Classifica      | Tempo           | Classifica      |
| ---------------- | ------------------- | -------- | ---------- | --------------- | --------------- | --------------- | --------------- |
| Ihor Borysyk     | 200 m rana          | 2'12"61  | 22º        | non qualificato | non qualificato | non qualificato | non qualificato |
| Ihor Červyns'kyj | Maratona 10 km      | N.D.     | N.D.       | N.D.            | N.D.            | 1h 50'56"9      | 14º             |
| Illja Čujev      | 200 m farfalla      | 1'59"65  | 28º        | non qualificato | non qualificato | non qualificato | non qualificato |
| Valerij Dymo     | 100 m rana          | 1'01"27  | 23º        | non qualificato | non qualificato | non qualificato | non qualificato |
| Serhij Frolov    | 400 m stile libero  | 3'50"63  | 17º        | N.D.            | N.D.            | non qualificato | non qualificato |
| Serhij Frolov    | 1500 m stile libero | 14'59"19 | 10º        | N.D.            | N.D.            | non qualificato | non qualificato |
| Andrij Hovorov   | 50 m stile libero   | 22"09    | 7º Q       | 22"12           | 14º             | non qualificato | non qualificato |
| Oleksandr Isakov | 100 m dorso         | 55"43    | 35º        | non qualificato | non qualificato | non qualificato | non qualificato |
| Oleksandr Isakov | 200 m dorso         | 2'00"78  | 30º        | non qualificato | non qualificato | non qualificato | non qualificato |
| Maksym Šemberev  | 200 m misti         | 2'03"40  | 33º        | non qualificato | non qualificato | non qualificato | non qualificato |
| Maksym Šemberev  | 400 m misti         | 4'16"63  | 15º        | N.D.            | N.D.            | non qualificato | non qualificato |

Femminile
| Atleta                                                     | Evento               | Batterie | Batterie   | Semifinali      | Semifinali      | Finale          | Finale          |
| Atleta                                                     | Evento               | Tempo    | Classifica | Tempo           | Classifica      | Tempo           | Classifica      |
| ---------------------------------------------------------- | -------------------- | -------- | ---------- | --------------- | --------------- | --------------- | --------------- |
| Ol'ha Beresnjeva                                           | Maratona 10 km       | N.D.     | N.D.       | N.D.            | N.D.            | 1h 58'44"4      | 7ª              |
| Hanna Dzerkal'                                             | 200 m rana           | 2'27"09  | 17ª        | non qualificata | non qualificata | non qualificata | non qualificata |
| Hanna Dzerkal'                                             | 200 m misti          | 2'14"55  | 18ª        | non qualificata | non qualificata | non qualificata | non qualificata |
| Hanna Dzerkal'                                             | 400 m misti          | 4'48"19  | 26ª        | N.D.            | N.D.            | non qualificata | non qualificata |
| Marija Liver                                               | 100 m rana           | 1'11"23  | 37ª        | non qualificata | non qualificata | non qualificata | non qualificata |
| Darja Stepanjuk                                            | 50 m stile libero    | 25"70    | 33ª        | non qualificata | non qualificata | non qualificata | non qualificata |
| Daryna Zevina                                              | 100 m dorso          | 1'00"57  | 18ª        | non qualificata | non qualificata | non qualificata | non qualificata |
| Daryna Zevina                                              | 200 m dorso          | 2'09"40  | 9ª Q       | 2'09"70         | 4ª              | non qualificata | non qualificata |
| Hanna Dzerkal' Iryna Hlavnyk Darja Stepanjuk Daryna Zevina | 4×200 m stile libero | 8'12"67  | 15ª        | N.D.            | N.D.            | non qualificate | non qualificate |

### Nuoto sincronizzato
| Atleta                        | Evento | Programma tecnico (Preliminari) | Programma tecnico (Preliminari) | Programma libero (Preliminari) | Programma libero (Preliminari) | Programma libero (Preliminari) | Programma libero (Preliminari) | Programma libero (Finale) | Programma libero (Finale) | Programma libero (Finale) | Programma libero (Finale) |
| Atleta                        | Evento | Punti                           | Classifica                      | Punti                          | Classifica                     | Punti totali                   | Classifica                     | Punti                     | Classifica                | Punti totali              | Classifica                |
| ----------------------------- | ------ | ------------------------------- | ------------------------------- | ------------------------------ | ------------------------------ | ------------------------------ | ------------------------------ | ------------------------- | ------------------------- | ------------------------- | ------------------------- |
| Ksenija Sydorenko Darja Juško | Duo    | 92,200                          | 6ª                              | 92,140                         | 6ª                             | 184,340                        | 6ª Q                           | 92,670                    | 6ª                        | 184,870                   | 6ª                        |

### Tuffi
Maschile
| Atleta                                 | Evento                  | Preliminari | Preliminari | Semifinale | Semifinale | Finale          | Finale          |
| Atleta                                 | Evento                  | Punti       | Classifica  | Punti      | Classifica | Punti           | Classifica      |
| -------------------------------------- | ----------------------- | ----------- | ----------- | ---------- | ---------- | --------------- | --------------- |
| Oleksandr Bondar                       | Piattaforma 10 m        | 481,65      | 7º Q        | 496,30     | 11º Q      | 443,70          | 12º             |
| Illja Kvaša                            | Trampolino 3 m          | 470,25      | 6º Q        | 478,60     | 7º Q       | 462,25          | 8º              |
| Oleksij Pryhorov                       | Trampolino 3 m          | 439,80      | 17º Q       | 414,15     | 16º        | non qualificato | non qualificato |
| Anton Zacharov                         | Piattaforma 10 m        | 451,35      | 12º Q       | 464,70     | 15º        | non qualificato | non qualificato |
| Illja Kvaša Oleksij Pryhorov           | Trampolino 3 m sincro   | N.D.        | N.D.        | N.D.       | N.D.       | 434,22          | 4º              |
| Oleksandr Bondar Oleksandr Horškovozov | Piattaforma 10 m sincro | N.D.        | N.D.        | N.D.       | N.D.       | 433,32          | 8º              |

Femminile
| Atleta                               | Evento                  | Preliminari | Preliminari | Semifinale      | Semifinale      | Finale          | Finale          |
| Atleta                               | Evento                  | Punti       | Classifica  | Punti           | Classifica      | Punti           | Classifica      |
| ------------------------------------ | ----------------------- | ----------- | ----------- | --------------- | --------------- | --------------- | --------------- |
| Olena Fedorova                       | Trampolino 3 m          | 308,70      | 14ª Q       | 314,70          | 12ª Q           | 317,80          | 9ª              |
| Julija Prokopčuk                     | Piattaforma 10 m        | 324,85      | 11ª Q       | 315,80          | 12ª Q           | 344,55          | 12ª             |
| Hanna Pys'mens'ka                    | Trampolino 3 m          | 271,50      | 21ª         | non qualificata | non qualificata | non qualificata | non qualificata |
| Olena Fedorova Hanna Pys'mens'ka     | Trampolino 3 m sincro   | N.D.        | N.D.        | N.D.            | N.D.            | 302,40          | 6ª              |
| Julija Prokopčuk Viktorija Potechina | Piattaforma 10 m sincro | N.D.        | N.D.        | N.D.            | N.D.            | 299,64          | 8ª              |

## Pentathlon moderno
| Atleta                | Evento         | Scherma   | Scherma   | Scherma  | Nuoto   | Nuoto     | Nuoto    | Equitazione | Equitazione | Equitazione | Combinato: corsa/pistola | Combinato: corsa/pistola | Combinato: corsa/pistola | Totale | Posizione finale |
| Atleta                | Evento         | Risultati | Posizione | PM punti | Tempo   | Posizione | PM punti | Penalità    | Posizione   | Punti PM    | Tempo                    | Posizione                | Punti PM                 | Totale | Posizione finale |
| --------------------- | -------------- | --------- | --------- | -------- | ------- | --------- | -------- | ----------- | ----------- | ----------- | ------------------------ | ------------------------ | ------------------------ | ------ | ---------------- |
| Dmytro Kirpuljans'kyj | Gara maschile  | 17–18     | =13º      | 808      | 2'04"83 | 16º       | 1304     | 860*        | 35º         | 340         | 11'18"80                 | 28º                      | 2288                     | 4740   | 35º              |
| Pavlo Tymoščenko      | Gara maschile  | 13–22     | 33º       | 712      | 2'08"15 | 23º       | 1264     | 60          | 14º         | 1140        | 10'48"37                 | 15º                      | 2408                     | 5524   | 23º              |
| Iryna Chochlova       | Gara femminile | 18-17     | =16ª      | 832      | 2'16"22 | 9ª        | 1168     | 0           | 1ª          | 1200        | 12'32"44                 | 22ª                      | 1992                     | 5192   | 10ª              |
| Viktorija Tereščuk    | Gara femminile | 14-21     | =28ª      | 736      | 2'16"07 | 8ª        | 1168     | 132         | 26ª         | 1068        | 12'24"64                 | 18ª                      | 2024                     | 4996   | 23ª              |

- Non termina la gara.

## Pugilato
Maschile
| Atleta            | Evento                     | Sedicesimi                   | Ottavi di finale        | Quarti di finale           | Semifinali                     | Finale                    | Pos. |
| Atleta            | Evento                     | Avversario Risultato         | Avversario Risultato    | Avversario Risultato       | Avversario Risultato           | Avversario Risultato      | Pos. |
| ----------------- | -------------------------- | ---------------------------- | ----------------------- | -------------------------- | ------------------------------ | ------------------------- | ---- |
| Pavlo Iščenko     | Pesi gallo (-56 kg)        | J. Diaz Junior (USA) P 9–19  | non qualificato         | non qualificato            | non qualificato                | non qualificato           | 17°  |
| Vasyl' Lomačenko  | Pesi leggeri (-60 kg)      | Bye                          | W. Arias (DOM) V 15-11  | F. Verdejo (PUR) V 14-9    | Y. Toledo (CUB) V 14-11        | S. Han (KOR) V 19-9       |      |
| Denys Berinčyk    | Pesi superleggeri (-64 kg) | Bye                          | A. Yigit (SWE) V 24-23  | J. Horn (AUS) V 21-13      | U. Mönkh-Erdene (MGL) V 29-21  | R. Iglesias (CUB) P 15-22 |      |
| Taras Šelestjuk   | Pesi welter (-69 kg)       | Bye                          | V. Belous (MDA) V 15–7  | A. Vastine (FRA) V +18–18  | F. Evans (GBR) P 10-11         | non qualificato           |      |
| Jevhen Chytrov    | Pesi medi (-75 kg)         | Bye                          | A. Ogogo (GBR) P 18–+18 | non qualificato            | non qualificato                | non qualificato           | 9º   |
| Oleksandr Hvozdyk | Pesi mediomassimi (-81 kg) | M. Daŭhaljavec (BLR) V 18-10 | O. Bravo (NCA) V 18-6   | A. Benchabla (ALG) V 19-17 | A. Nijazymbetov (KAZ) P 13-+13 | non qualificato           |      |
| Oleksandr Usyk    | Pesi massimi (-91 kg)      | N.D.                         | Bye                     | A. Beterbiev (RUS) V 17-13 | T. Pulev (BUL) V 21-5          | C. Russo (ITA) V 14-11    |      |

## Scherma
Maschile
| Atleta            | Evento               | Trentaduesimi        | Sedicesimi                    | Ottavi di finale     | Quarti di finale     | Semifinali           | Finale               | Pos. |
| Atleta            | Evento               | Avversario Risultato | Avversario Risultato          | Avversario Risultato | Avversario Risultato | Avversario Risultato | Avversario Risultato | Pos. |
| ----------------- | -------------------- | -------------------- | ----------------------------- | -------------------- | -------------------- | -------------------- | -------------------- | ---- |
| Dmytro Karjučenko | Spada individuale    | N.D.                 | Y. Borel (FRA) P (10-15)      | non qualificato      | non qualificato      | non qualificato      | non qualificato      | 17°  |
| Dmytro Bojko      | Sciabola individuale | Bye                  | R. Dumitrescu (ROU) P (12-15) | non qualificato      | non qualificato      | non qualificato      | non qualificato      | 17°  |

Femminile
| Atleta                                                               | Evento               | Trentaduesimi               | Sedicesimi                 | Ottavi di finale            | Quarti di finale           | Semifinali                            | Finale                     | Pos. |
| Atleta                                                               | Evento               | Avversario Risultato        | Avversario Risultato       | Avversario Risultato        | Avversario Risultato       | Avversario Risultato                  | Avversario Risultato       | Pos. |
| -------------------------------------------------------------------- | -------------------- | --------------------------- | -------------------------- | --------------------------- | -------------------------- | ------------------------------------- | -------------------------- | ---- |
| Olena Kryvyc'ka                                                      | Spada individuale    | S. Scanlan (USA) V (15-13)  | A. Măroiu (ROU) P (10-15)  | non qualificata             | non qualificata            | non qualificata                       | non qualificata            | 17ª  |
| Ksenija Panteljejeva                                                 | Spada individuale    | Yeung C. L. (HKG) V (15-11) | Li N. (CHN) P (10-15)      | non qualificata             | non qualificata            | non qualificata                       | non qualificata            | 17ª  |
| Jana Šemjakina                                                       | Spada individuale    | Bye                         | L. Šutova (RUS) V (15-12)  | A.M. Brânză (ROU) V (14-13) | S. Gherman (ROU) V (15-14) | Sun Y. (CHN) V (14-13)                | B. Heidemann (GER) V (9-8) |      |
| Olena Kryvyc'ka Ksenija Panteljejeva Anfisa Počkalova Jana Šemjakina | Spada a squadre      | N.D.                        | N.D.                       | N.D.                        | Russia P (34-45)           | qualif. semifinale Germania P (36-45) | 7º posto Italia P (40-45)  | 8ª   |
| Ol'ha Lelejko                                                        | Fioretto individuale | A. Khelfaoui (ALG) V (15-4) | Nam H.-h. (KOR) P (9-15)   | non qualificata             | non qualificata            | non qualificata                       | non qualificata            | 17ª  |
| Ol'ha Charlan                                                        | Sciabola individuale | N.D.                        | M. Čomakova (BUL) V (15-8) | S. Mikina (AZE) V (15-10)   | I. Vecchi (ITA) V (15-9)   | S. Velikaja (RUS) P (12-15)           | M. Zagunis (USA) V (15-10) |      |

## Sollevamento pesi
Maschile
| Atleta             | Evento  | Strappo                 | Strappo                 | Slancio                 | Slancio                 | Totale                  | Classifica              |
| Atleta             | Evento  | Risultato               | Classifica              | Risultato               | Classifica              | Totale                  | Classifica              |
| ------------------ | ------- | ----------------------- | ----------------------- | ----------------------- | ----------------------- | ----------------------- | ----------------------- |
| Artem Ivanov       | -94 kg  | ritirato                | ritirato                | ritirato                | ritirato                | ritirato                | ritirato                |
| Kostyantyn Pilijev | -94 kg  | 166 kg                  | 13º                     | 206 kg                  | 12º                     | 372 kg                  | 12º                     |
| Serhij Tahirov     | -105 kg | 174 kg                  | 10º                     | 200 kg                  | 11º                     | 374 kg                  | 10º                     |
| Oleksij Torochtij  | -105 kg | 185 kg                  | 4º                      | 227 kg                  | 1º                      | 412 kg                  |                         |
| Ihor Šymečko       | +105 kg | 197 kg                  | 5º                      | 232 kg                  | 6º                      | 429 kg                  | 6º                      |
| Artem Udačyn       | +105 kg | non partecipa alla gara | non partecipa alla gara | non partecipa alla gara | non partecipa alla gara | non partecipa alla gara | non partecipa alla gara |

Femminile
| Atleta               | Evento | Strappo   | Strappo    | Slancio   | Slancio    | Totale   | Classifica |
| Atleta               | Evento | Risultato | Classifica | Risultato | Classifica | Totale   | Classifica |
| -------------------- | ------ | --------- | ---------- | --------- | ---------- | -------- | ---------- |
| Julija Paratova      | -53 kg | 91 kg     | 4ª         | 108 kg    | 10ª        | 199 kg   | 5ª         |
| Julija Kalina        | -58 kg | 106 kg    | DSQ (2ª)   | 129 kg    | DSQ (5ª)   | 235 kg   | DSQ (3ª)   |
| Svitlana Černjavs'ka | +75 kg | ritirata  | ritirata   | ritirata  | ritirata   | ritirata | ritirata   |

## Taekwondo
Maschile
| Atleta           | Evento | Ottavi                     | Quarti                   | Semifinale           | Ripescaggio Turno 1       | Ripescaggio Turno 2  | Finale               | Classifica      |
| Atleta           | Evento | Avversario Risultato       | Avversario Risultato     | Avversario Risultato | Avversario Risultato      | Avversario Risultato | Avversario Risultato | Classifica      |
| ---------------- | ------ | -------------------------- | ------------------------ | -------------------- | ------------------------- | -------------------- | -------------------- | --------------- |
| Hryhorij Husarov | −68 kg | L. Campbell (NZL) V (10-6) | S. Tazegül (TUR) P (2-9) | non qualificato      | T. Jennings (USA) P (2-3) | non qualificato      | non qualificato      | non qualificato |

Femminile
| Atleta         | Evento | Ottavi                   | Quarti                         | Semifinale           | Ripescaggio Turno 1  | Ripescaggio Turno 2  | Finale               | Classifica      |
| Atleta         | Evento | Avversario Risultato     | Avversario Risultato           | Avversario Risultato | Avversario Risultato | Avversario Risultato | Avversario Risultato | Classifica      |
| -------------- | ------ | ------------------------ | ------------------------------ | -------------------- | -------------------- | -------------------- | -------------------- | --------------- |
| Maryna Konjeva | +67 kg | N. Dawani (JOR) V (10-6) | G. Hernández (CUB) P (2-6) PTG | non qualificata      | non qualificata      | non qualificata      | non qualificata      | non qualificata |

## Tennis
Maschile
| Atleta              | Evento  | 32-esimi                              | 16-esimi             | Ottavi               | Quarti               | Semifinali           | Finale               | Pos.            |
| Atleta              | Evento  | Avversario Risultato                  | Avversario Risultato | Avversario Risultato | Avversario Risultato | Avversario Risultato | Avversario Risultato | Pos.            |
| ------------------- | ------- | ------------------------------------- | -------------------- | -------------------- | -------------------- | -------------------- | -------------------- | --------------- |
| Serhij Stachovs'kyj | Singolo | L. Hewitt (AUS) P 1-2 (3-6, 6-4, 3-6) | non qualificato      | non qualificato      | non qualificato      | non qualificato      | non qualificato      | non qualificato |

Femminile
| Atleta              | Evento  | 32-esimi                               | 16-esimi             | Ottavi               | Quarti               | Semifinali           | Finale               | Pos.            |
| Atleta              | Evento  | Avversario Risultato                   | Avversario Risultato | Avversario Risultato | Avversario Risultato | Avversario Risultato | Avversario Risultato | Pos.            |
| ------------------- | ------- | -------------------------------------- | -------------------- | -------------------- | -------------------- | -------------------- | -------------------- | --------------- |
| Kateryna Bondarenko | Singolo | P. Kvitová (CZE) P 1-2 (4-6, 7-5, 4-6) | non qualificata      | non qualificata      | non qualificata      | non qualificata      | non qualificata      | non qualificata |

## Tennis tavolo
Maschile
| Atleta            | Evento  | Preliminari          | Round 1                                                            | Round 2                                      | Round 3              | Round 4              | Quarti di finale     | Semifinale           | Finale               | Pos.            |
| Atleta            | Evento  | Avversario Risultato | Avversario Risultato                                               | Avversario Risultato                         | Avversario Risultato | Avversario Risultato | Avversario Risultato | Avversario Risultato | Avversario Risultato | Pos.            |
| ----------------- | ------- | -------------------- | ------------------------------------------------------------------ | -------------------------------------------- | -------------------- | -------------------- | -------------------- | -------------------- | -------------------- | --------------- |
| Oleksandr Diduch  | Singolo | Bye                  | M. Aguirre (PAR) V 4-3 (11-7, 7-11, 10-12, 11-4, 11-7, 7-11, 11-9) | Chen W. (AUT) P 0-4 (7-11, 5-11, 6-11, 7-11) | non qualificato      | non qualificato      | non qualificato      | non qualificato      | non qualificato      | non qualificato |
| Jaroslav Žmudenko | Singolo | Bye                  | O. Assar (EGY) P 1-4 (11-8, 6-11, 11-13, 9-11, 12-14)              | non qualificato                              | non qualificato      | non qualificato      | non qualificato      | non qualificato      | non qualificato      | non qualificato |

Femminile
| Atleta             | Evento  | Preliminari          | Round 1                                              | Round 2                                                          | Round 3                                    | Round 4              | Quarti di finale     | Semifinale           | Finale               | Pos.            |
| Atleta             | Evento  | Avversario Risultato | Avversario Risultato                                 | Avversario Risultato                                             | Avversario Risultato                       | Avversario Risultato | Avversario Risultato | Avversario Risultato | Avversario Risultato | Pos.            |
| ------------------ | ------- | -------------------- | ---------------------------------------------------- | ---------------------------------------------------------------- | ------------------------------------------ | -------------------- | -------------------- | -------------------- | -------------------- | --------------- |
| Tetjana Bilenko    | Singolo | Bye                  | P. Medina (COL) V 4-1 (11-4, 11-2, 11-8, 8-11, 11-7) | D. Dodean (ROU) P 3-4 (11-7, 11-8, 5-11, 11-5, 7-11, 9-11, 2-11) | non qualificata                            | non qualificata      | non qualificata      | non qualificata      | non qualificata      | non qualificata |
| Marharyta Pesoc'ka | Singolo | Bye                  | Bye                                                  | S. Ramírez (ESP) V 4-1 (11-7, 11-9, 8-11, 13-11, 11-6)           | Li J. (NED) P 0-4 (3-11, 9-11, 4-11, 4-11) | non qualificata      | non qualificata      | non qualificata      | non qualificata      | non qualificata |

## Tiro a segno/volo

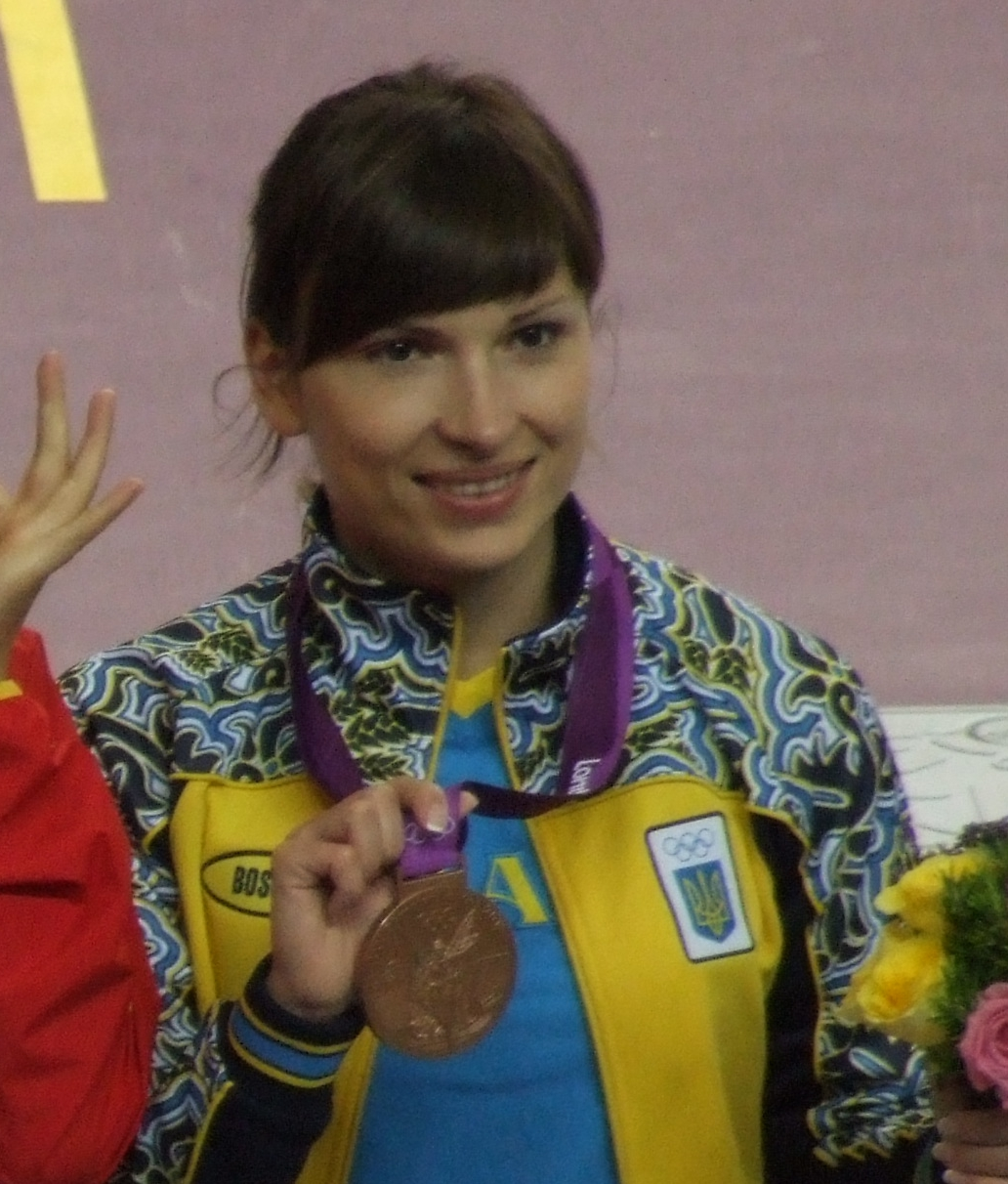
Olena Kostevyč al momento della premiazione nella pistola 10 m aria compressa.

Maschile
| Atleta         | Evento                      | Qualificazione | Qualificazione | Finale          | Finale          |
| Atleta         | Evento                      | Punteggio      | Classifica     | Punteggio       | Classifica      |
| -------------- | --------------------------- | -------------- | -------------- | --------------- | --------------- |
| Artur Ajvazjan | Carabina 50m 3 posizioni    | 1 168          | 10º            | non qualificato | non qualificato |
| Artur Ajvazjan | Carabina 50m a terra        | 593            | 21º            | non qualificato | non qualificato |
| Artur Ajvazjan | Carabina 10m aria compressa | 593            | 19º            | non qualificato | non qualificato |
| Roman Bondaruk | Pistola 25m automatica      | 579            | 12º            | non qualificato | non qualificato |
| Serhij Kuliš   | Carabina 50m 3 posizioni    | 1 166          | 14º            | non qualificato | non qualificato |
| Serhij Kuliš   | Carabina 50m a terra        | 583            | 49º            | non qualificato | non qualificato |
| Serhij Kuliš   | Carabina 10m aria compressa | 593            | 18º            | non qualificato | non qualificato |
| Denys Kušnirov | Pistola 10m aria compressa  | 577            | 19º            | non qualificato | non qualificato |
| Oleh Omelčuk   | Pistola 50m                 | 548            | 29º            | non qualificato | non qualificato |
| Oleh Omelčuk   | Pistola 10m aria compressa  | 583            | 6º Q           | 683,6           | 5º              |

Femminile
| Atleta          | Evento                      | Qualificazione | Qualificazione | Finale          | Finale          |
| Atleta          | Evento                      | Punteggio      | Classifica     | Punteggio       | Classifica      |
| --------------- | --------------------------- | -------------- | -------------- | --------------- | --------------- |
| Olena Kostevyč  | Pistola 25m                 | 585            | 5ª Q           | 788,6           |                 |
| Olena Kostevyč  | Pistola 10m aria compressa  | 387            | 2ª Q           | 486,5           |                 |
| Darija Šaripova | Carabina 50m 3 posizioni    | 573            | 38ª            | non qualificata | non qualificata |
| Darija Šaripova | Carabina 10m aria compressa | 395            | 13ª            | non qualificata | non qualificata |
| Darija Tychova  | Carabina 50m 3 posizioni    | 577            | 26ª            | non qualificata | non qualificata |
| Darija Tychova  | Carabina 10m aria compressa | 394            | 23ª            | non qualificata | non qualificata |

## Tiro con l'arco
Maschile
| Atleta                                     | Evento      | Round di qualificazione | Round di qualificazione | 32-esimi                      | 16-esimi                     | Ottavi                            | Quarti                            | Semifinali                | Finale                    | Pos.            |
| Atleta                                     | Evento      | Punteggio               | Seed                    | Avversario Seed Punteggio     | Avversario Seed Punteggio    | Avversario Seed Punteggio         | Avversario Seed Punteggio         | Avversario Seed Punteggio | Avversario Seed Punteggio | Pos.            |
| ------------------------------------------ | ----------- | ----------------------- | ----------------------- | ----------------------------- | ---------------------------- | --------------------------------- | --------------------------------- | ------------------------- | ------------------------- | --------------- |
| Dmytro Hračov                              | Individuale | 665                     | 28º                     | M. Frangilli (ITA) (37) V 7-2 | T. Furukawa (JPN) (68) P 4-6 | non qualificato                   | non qualificato                   | non qualificato           | non qualificato           | non qualificato |
| Markijan Ivaško                            | Individuale | 667                     | 24º                     | E. Cuesta (ESP) (41) V 6-4    | N. Myo Aung (MYA) (56) V 7-1 | Kuo C.-w. (TPE) (35) P 0-6        | non qualificato                   | non qualificato           | non qualificato           | non qualificato |
| Viktor Ruban                               | Individuale | 660                     | 43º                     | Liu Z. (CHN) (22) V 6-0       | Chen Y.-c. (TPE) (54) V 6-0  | G. Prévost (FRA) (6) V 6-4        | Oh J.-h. (TPE) (8) P 1-7          | non qualificato           | non qualificato           | non qualificato |
| Dmytro Hračov Markijan Ivaško Viktor Ruban | Squadre     | 1992                    | 9º                      | N.D.                          | N.D.                         | Gran Bretagna (GBR) (8) V 223-212 | Corea del Sud (KOR) (1) P 220-227 | non qualificati           | non qualificati           | non qualificati |

Femminile
| Atleta                                               | Evento      | Round di qualificazione | Round di qualificazione | 32-esimi                   | 16-esimi                  | Ottavi                       | Quarti                    | Semifinali                | Finale                    | Pos.            |
| Atleta                                               | Evento      | Punteggio               | Seed                    | Avversario Seed Punteggio  | Avversario Seed Punteggio | Avversario Seed Punteggio    | Avversario Seed Punteggio | Avversario Seed Punteggio | Avversario Seed Punteggio | Pos.            |
| ---------------------------------------------------- | ----------- | ----------------------- | ----------------------- | -------------------------- | ------------------------- | ---------------------------- | ------------------------- | ------------------------- | ------------------------- | --------------- |
| Tetjana Dorochova                                    | Individuale | 599                     | 59ª                     | M. Kanie (JPN) (6) P 1-7   | non qualificata           | non qualificata              | non qualificata           | non qualificata           | non qualificata           | non qualificata |
| Kateryna Palecha                                     | Individuale | 624                     | 51ª                     | M. Leek (USA) (14) P 2-6   | non qualificata           | non qualificata              | non qualificata           | non qualificata           | non qualificata           | non qualificata |
| Lidiia Sičenikova                                    | Individuale | 645                     | 32ª                     | K. Muliuk (BLR) (33) P 5-6 | non qualificata           | non qualificata              | non qualificata           | non qualificata           | non qualificata           | non qualificata |
| Tetjana Dorochova Kateryna Palecha Lidiia Sičenikova | Squadre     | 1868                    | 12ª                     | N.D.                       | N.D.                      | Giappone (JPN) (5) P 192-207 | non qualificate           | non qualificate           | non qualificate           | non qualificate |

## Triathlon
Maschile
| Atleta         | Evento   | Nuoto  | Trans. 1 | Ciclismo | Trans. 2 | Corsa  | Totale    | Classifica |
| -------------- | -------- | ------ | -------- | -------- | -------- | ------ | --------- | ---------- |
| Danylo Sapunov | Maschile | 18'08" | 0'42"    | 59'35"   | 0'29"    | 32'38" | 1h 51'32" | 42º        |

Femminile
| Atleta              | Evento    | Nuoto  | Trans. 1 | Ciclismo | Trans. 2 | Corsa | Totale | Classifica |
| ------------------- | --------- | ------ | -------- | -------- | -------- | ----- | ------ | ---------- |
| Julija Jelistratova | Femminile | 20'50" | 0'46"    | LAP      | LAP      | LAP   | LAP    | LAP        |

## Vela
Maschile
| Atleta            | Evento | Regata | Regata   | Regata | Regata | Regata | Regata | Regata | Regata | Regata | Regata | Regata | Punteggio Totale | Punteggio Netto | Classifica |
| Atleta            | Evento | 1      | 2        | 3      | 4      | 5      | 6      | 7      | 8      | 9      | 10     | M      | Punteggio Totale | Punteggio Netto | Classifica |
| ----------------- | ------ | ------ | -------- | ------ | ------ | ------ | ------ | ------ | ------ | ------ | ------ | ------ | ---------------- | --------------- | ---------- |
| Maksym Oberemko   | RS:X   | 36     | 35       | 16     | 28     | 17     | 31     | 23     | 14     | 6      | 11     | EL     | 217              | 181             | 23º        |
| Valerij Kudrjašov | Laser  | 48     | 38       | 42     | 31 DPI | 38     | 40     | 35     | 36     | 38     | 43     | EL     | 389              | 341             | 44º        |
| Oleksij Borysov   | Finn   | 21 RDG | 18,6 RDG | 19     | 19     | 15     | 19     | 23     | 14     | 17     | 18     | EL     | 183,6            | 160,6           | 19º        |

Femminile
| Atleta        | Evento | Regata | Regata | Regata | Regata | Regata | Regata | Regata | Regata | Regata | Regata | Regata | Punteggio Totale | Punteggio Netto | Classifica |
| Atleta        | Evento | 1      | 2      | 3      | 4      | 5      | 6      | 7      | 8      | 9      | 10     | M      | Punteggio Totale | Punteggio Netto | Classifica |
| ------------- | ------ | ------ | ------ | ------ | ------ | ------ | ------ | ------ | ------ | ------ | ------ | ------ | ---------------- | --------------- | ---------- |
| Olha Maslivec | RS:X   | 3      | 4      | 14     | 10     | 3      | 3      | 1      | 3      | 7      | 10     | 4      | 62               | 48              | 4ª         |